# المستجدة (العراق)
المستجدة بئر، في ناحية النخيب بقضاء الرطبة بمحافظة الأنبار بهضبة الوديان بالبادية العراقية غرب العراق.